# Downham (Essex)
Downham is een dorpje in het Engelse graafschap Essex. Het ligt ongeveer halverwege de stad Chelmsford en de Thames. en maakt deel uit van de civil parish South Hanningfield. In 1870-72 telde het toen nog zelfstandige dorp 247 inwoners.
De aan Margaretha van Antiochië gewijde dorpskerk werd in de negentiende eeuw gebouwd, waarbij gebruik werd gemaakt van dertiende-eeuwse materialen van een eerdere kerk. De toren is vermoedelijk origineel en dateert van 1470. Het gebouw heeft een vermelding op de Britse monumentenlijst.